# Red Eye (Film)
Red Eye (Verweistitel: Red Eye – Nachtflug in den Tod) ist ein Suspensethriller von Wes Craven aus dem Jahr 2005. Er wurde von DreamWorks Pictures produziert. Der in den USA gedrehte Film lief am 4. August 2005 in den US-Kinos und am 8. September 2005 in den deutschen Kinos an.
Der Titel des Films leitet sich vom englischen Begriff „Red Eye Flights“ („Rote-Augen-Flüge“) ab, der Nachtflüge bezeichnet. Die Passagiere solcher Flüge verlassen das Flugzeug wegen des Schlafmangels oft mit geröteten Augen.

## Handlung
Die Hotelangestellte Lisa Reisert möchte nach der Beerdigung ihrer Großmutter von Dallas nach Miami zurückkehren. Während sie auf den verspäteten Nachtflug wartet, lernt sie den sympathisch wirkenden Jackson Rippner kennen. Die beiden sitzen auch im Flugzeug nebeneinander. Während des Fluges gibt sich Rippner als ein „Manager“ – von Auftragskillern – zu erkennen.
Seine Auftraggeber wollen, dass der stellvertretende Minister des Ministeriums für Innere Sicherheit, Charles Keefe, ermordet wird. Er wird sich mit seiner Familie im Hotel, in dem Lisa arbeitet, aufhalten, und sie soll dafür sorgen, dass er in einer bestimmten anderen Suite untergebracht wird. Für den Fall, dass Lisa Rippner nicht helfen sollte, droht er, ihren Vater Joe töten zu lassen. Lisa versucht zunächst durch eine Notiz in einem Buch und eine Bombendrohung auf dem Spiegel in der Toilette andere Passagiere auf ihre Situation aufmerksam zu machen. Als diese Versuche scheitern, gibt sie schließlich nach und bittet ihre Kollegin telefonisch, der Familie Keefe die andere Suite zu geben. Dort sollen die Keefes durch eine Rakete getötet werden.
Nach der Landung gelingt Lisa die Flucht, indem sie Rippner einen Stift in die Kehle rammt. Er gibt jedoch nicht auf und verfolgt sie, wenn auch zunächst ohne Erfolg. Sie kann die Kollegin in ihrem Hotel gerade noch rechtzeitig vor dem bevorstehenden Anschlag warnen, sodass die Keefes in Sicherheit gebracht werden können. Da der Akku ihres Handys nach dem Anruf leer ist, kann sie ihren Vater nicht erreichen und fährt zu seinem Haus. Vor dem Haus überfährt und tötet sie den Auftragskiller, der ihren Vater umbringen sollte, mit dem Auto. Plötzlich taucht Rippner im Haus auf. Er will „den Job beenden“ – Lisa und ihren Vater töten. Die Verfolgungsjagd durch das Haus endet erst, als Lisa Rippner mit der Waffe des toten Auftragskillers anschießt und ihr Vater ihn damit erschießt.

## Synchronisation
| Schauspieler   | Rolle           | Synchronsprecher      |
| -------------- | --------------- | --------------------- |
| Rachel McAdams | Lisa Reisert    | Ranja Bonalana        |
| Cillian Murphy | Jackson Rippner | Norman Matt           |
| Brian Cox      | Joe Reisert     | Hans-Werner Bussinger |
| Jack Scalia    | Charles Keefe   | Helmut Gauß           |

## Trivia
Der Name Jackson Rippner ist eine Anspielung auf den Serienmörder Jack The Ripper, was beim Kennenlernen der Hauptfiguren schon (scherzhaft) angesprochen wird.

## Kritik
- Lexikon des internationalen Films: „Rasanter, ebenso spannend wie virtuos inszenierter Thriller, der souverän auf der Klaviatur der Effekte spielt und die Handlung ohne Unterbrechung eskalieren lässt. Unterschwellig kann der Film auch als präzise Beschreibung der amerikanischen Gesellschaft, als Geschlechterkampf sowie als politischer Kommentar gelesen werden.“[4]

- Stephanie Zacharek, Salon.com: „Wenn Craven ‚hüpft!‘ sagt, hüpfen wir alle sogleich, und kichern, wie leicht wir unter seinen Zauber gefallen sind. Der Schlüssel daran ist, dass Craven mit uns lacht, nicht über uns.“[5]

- Wesley Morris, Boston.com: „Mit 66 scheint Craven vergessen zu haben, dass er noch arbeiten müsste, auch nachdem er sein geliebtes Genre so effektiv umgebracht hat.“[6]

## Auszeichnungen (Auswahl)
- 2006 wurde der Film in der Kategorie Movies – Choice Thriller mit einem Teen Choice Award ausgezeichnet.
- Im gleichen Jahr wurde Red Eye in den Kategorien Beste Hauptdarstellerin, Bester Nebendarsteller und Bester Action/Adventure/Thriller für den Saturn Award nominiert.
- Golden Trailer Awards: Nominierung für den besten Thriller
- Irish Film and Television Awards: Nominierung für den besten Darsteller (Cillian Murphy)
- MTV Movie Awards: Nominierung für die beste Darstellung (Rachel McAdams)